# Giorgia Bronzini
Giorgia Bronzini (ur. 3 sierpnia 1983 w Piacenzy) – włoska kolarka szosowa i torowa, dwukrotna mistrzyni świata w wyścigu ze startu wspólnego (2010, 2011) oraz mistrzyni świata w wyścigu punktowym (2009).

## Najważniejsze osiągnięcia

### Kolarstwo szosowe
2003
- 2. miejsce w Tjejtrampet
- 3. miejsce w GP Carnevale d’Europa

2004
- 1. miejsce na 1. etapie Internationale Damesronde van Drenthe
- 1. miejsce na 1., 2. i 4. etapie Eko Tour Dookoła Polski
- 1. miejsce na 6. etapie Holland Ladies Tour

2005
- 1. miejsce w Gran Premio Brissago Lago Maggiore
- 3. miejsce w GP Liberazione
- 1. miejsce na 1., 6. i 9. etapie Giro d’Italia
  - 1. miejsce w klasyfikacji punktowej
- 1. miejsce w Rund um die Nürnberger Altstadt

2006
- 2. miejsce w Trofeo Riviera della Versilia
- 1. miejsce na 2. etapie Trophée d’Or Féminin
- 2. miejsce w GP Ouest France-Plouay
- 3. miejsce w Rund um die Nürnberger Altstadt

2007
- 2. miejsce w Trofeo Alfredo Binda-Comune di Cittiglio
- 1. miejsce w Grand Prix de Dottignies
- 3. miejsce w Drentse 8 van Dwingeloo
- 1. miejsce w Internationale Damesronde van Drenthe
- 1. miejsce w GP Liberazione
- 3. miejsce w mistrzostwach Włoch (start wspólny)
- 1. miejsce na 1. etapie Giro d’Italia
- 3. miejsce w Trophée d’Or Féminin
- 1. miejsce na 3. i 6. etapie
- 3. miejsce w mistrzostwach świata (start wspólny)

2008
- 3. miejsce w GP Liberazione
- 1. miejsce na 2. i 3. etapie Tour de Pologne Feminin
- 3. miejsce w mistrzostwach Włoch (start wspólny)
- 1. miejsce w Route de France Féminine
  - 1. miejsce na 7. etapie
- 1. miejsce na 1., 2., 3. i 4. etapie Trophée d’Or Féminin
- 1. miejsce w Züri Metzgete

2009
- 2. miejsce w Ladies Tour Of Qatar
  - 1. miejsce na 1. i 3. etapie
- 1. miejsce w GP Liberazione
- 3. miejsce w mistrzostwach Włoch (start wspólny)
- 1. miejsce w GP Carnevale d’Europa
- 1. miejsce na 2. etapie Giro di Toscana

2010
- 2. miejsce w Ladies Tour Of Qatar
  - 1. miejsce na 2. etapie
- 2. miejsce w Grand Prix de Dottignies
- 3. miejsce w Ronde van Drenthe
- 2. miejsce w GP Liberazione
- 1. miejsce w GP Carnevale d’Europa
- 1. miejsce na 2. i 6. etapie Giro di Toscana
- 1. miejsce w mistrzostwach świata (start wspólny)

2011
- 3. miejsce w Ronde van Drenthe
- 1. miejsce w GP Liberazione
- 1. miejsce w Grand Prix Cycliste de Gatineau
- 1. miejsce w Liberty Classic
- 3. miejsce w GP Carnevale d’Europa
- 1. miejsce w mistrzostwach świata (start wspólny)

2012
- 2. miejsce w Drentse 8 Van Dwingeloo
- 3. miejsce w Liberty Classic
- 5. miejsce w igrzyskach olimpijskich (start wspólny)
- 1. miejsce na 4., 5. i 6. etapie Trophée d’Or Féminin
- 1. miejsce na 1. i 4. etapie Giro di Toscana

2013
- 2. miejsce w Drentse 8 van Dwingeloo
- 1. miejsce w Classica Citta di Padova
- 2. miejsce w Ronde van Gelderland
- 2. miejsce w Grand Prix Elsy Jacobs
  - 1. miejsce na 1. etapie
- 1. miejsce w Knokke-Heist-Bredene
- 2. miejsce w Tour of Chongming Island
- 1. miejsce w Tour of Zhoushan Island
  - 1. miejsce na 1. etapie
- 2. miejsce w mistrzostwach Włoch (start wspólny)
- 1. miejsce na 2. etapie Giro d’Italia Internazionale Femminile
- 1. miejsce na 1., 2., 3., 4., 5. i 6. etapie La Route de France
- 1. miejsce na 1., 3. i 6. etapie Tour Cycliste Féminin International de l'Ardèche
  - 1. miejsce w klasyfikacji punktowej
- 1. miejsce na 1. etapie Giro di Toscana

2014
- 3. miejsce w GP Comune di Cornaredo
- 1. miejsce w Grand Prix de Dottignies
- 3. miejsce w Tour of Chongming Island
- 1. miejsce na 3. etapie Tour of Zhoushan Island
- 2. miejsce w Giro del Trentino
- 1. miejsce na 2. etapie Giro d’Italia Internazionale Femminile
- 2. miejsce w Sparkassen Giro
- 1. miejsce na 3. etapie La Route de France
- 1. miejsce na 1., 4. i 6. etapie Tour Cycliste Féminin International de l'Ardèche
  - 1. miejsce w klasyfikacji punktowej
- 3. miejsce w Giro dell’Emilia

2015
- 1. miejsce w Acht van Westerveld
- 1. miejsce w Tour of Chongming Island
- 1. miejsce na 2. i 6. etapie La Route de France
- 2. miejsce w Open de Suède Vårgårda
- 2. miejsce w Madrid Challenge by la Vuelta

2016
- 1. miejsce w Grand Prix de Dottignies
- 1. miejsce na 3. etapie Emakumeen Euskal Bira
- 1. miejsce na 1. i 8. etapie Giro d’Italia Internazionale Femminile

2017
- 1. miejsce na 4. etapie Tour of California
- 2. miejsce w mistrzostwach Włoch (start wspólny)
- 2. miejsce na mistrzostwach Europy (start wspólny)

2018
- 3. miejsce w Cadel Evans Great Ocean Road Race
- 1. miejsce na 1. etapie Tour of Chongming Island
  - 1. miejsce w klasyfikacji punktowej
- 3. miejsce w mistrzostwach Włoch (start wspólny)
- 1. miejsce na 2. etapie Madrid Challenge by la Vuelta

## Rankingi
| Rok            | 2006 | 2007 | 2008 | 2009 | 2010 | 2011 | 2012 | 2013 | 2014 | 2015 | 2016 | 2017 | 2018 |
| -------------- | ---- | ---- | ---- | ---- | ---- | ---- | ---- | ---- | ---- | ---- | ---- | ---- | ---- |
| Ranking UCI    | -    | -    | -    | 18.  | 8.   | 6.   | 11.  | 4.   | 6.   | 21.  | 51.  | 29.  | 29.  |
| Puchar Świata  | 9.   | -    | -    | -    | -    | -    | -    | 9.   | 10.  | 8.   |      |      |      |
| UCI World Tour |      |      |      |      |      |      |      |      |      |      | 28.  | 24.  | 20.  |
|                |      |      |      |      |      |      |      |      |      |      |      |      |      |
| Źródło: UCI    |      |      |      |      |      |      |      |      |      |      |      |      |      |